# DC Motema Pembe
El Daring Club Motema Pembe es un equipo de fútbol de la República Democrática del Congo que participa en la Linafoot, la liga de fútbol más importante del país.

## Historia
Fue fundado en el año 1936 en la capital Kinshasa con el nombre de Daring. Después de 1949 lo cambiaron a CS Imana, hasta que sus victorias durante las décadas de 1970 y 1980 fueron forzados por la CAF a cambiar el nombre por el que tienen actualmente en 1985 a raíz de los hooligans que en la Recopa Africana de ese año atacaron durante el juego contra Dragons de l'Ouémé de Benín.

## Palmarés
- Recopa Africana: 1

1994
- Linafoot: 12

1963, 1964, 1974, 1978, 1989, 1994, 1996, 1998, 1999, 2004, 2005, 2008
- Copa de Congo: 13

1964, 1974, 1978, 1984, 1985, 1990, 1991, 1993, 1994, 2003, 2006, 2009, 2010
- Super Copa de Congo: 2

2003, 2005
- Campeonato de Léopoldville: 3

1943, 1948, 1949
- Copa de la LINAFOOT: 4

1998, 1999, 2004, 2005
- Copa de la Fecofa: 1

2002
- EPFKIN: 5

1994, 2000, 2003, 2006, 2007
- Super Copa de Kinshasa: 3

2001, 2004, 2008

## Participación en competiciones de la CAF
| Temporada | Torneo                            | Ronda             | Club               | Casa  | Visita | Global       |
| --------- | --------------------------------- | ----------------- | ------------------ | ----- | ------ | ------------ |
| 1976      | Copa Africana de Clubes Campeones | Primera Ronda     | CARA Brazzaville   | 2-0   | 0-4    | 2-4          |
| 1979      | Copa Africana de Clubes Campeones | Segunda Ronda     | Africa Sports      | 2-0   | 0-1    | 2-1          |
| 1979      | Copa Africana de Clubes Campeones | Cuartos de final  | Zamalek            | 1-0 1 | 1-3    | 2-3          |
| 1979      | Copa Africana de Clubes Campeones | Semifinales       | Union Douala       | 1-2   | 0-1    | 1-3          |
| 1985      | Recopa Africana                   | Primera Ronda     | Dragons de l'Ouémé | 1-0   | 1-3    | 2-3          |
| 1990      | Copa Africana de Clubes Campeones | Primera Ronda     | Africa Sports      | 1-0   | 0-3    | 1-3          |
| 1991      | Recopa Africana                   | Primera Ronda     | Semassi            | 2-1   | 0-0    | 2-1          |
| 1991      | Recopa Africana                   | Segunda Ronda     | Olympic            | 2-1   | 1-2    | 3-3 (3-4 p.) |
| 1992      | Recopa Africana                   | Primera Ronda     | Petro Atlético     | 1-0   | 0-1    | 1-1 (4-3 p.) |
| 1992      | Recopa Africana                   | Segunda Ronda     | Great Olympics     | 4-2   | 0-1    | 4-3          |
| 1992      | Recopa Africana                   | Cuartos de final  | Mogas 90           | 2-0   | 0-0    | 2-0          |
| 1992      | Recopa Africana                   | Semifinales       | Africa Sports      | 1-1   | 2-4    | 3-5          |
| 1993      | Recopa Africana                   | Primera Ronda     | Liverpool          | w.o.2 | w.o.2  | w.o.2        |
| 1993      | Recopa Africana                   | Segunda Ronda     | Petro Atlético     | 0-0   | 2-2    | 2-2 (v.)     |
| 1993      | Recopa Africana                   | Cuartos de final  | Jomo Cosmos        | 2-1   | 0-1    | 2-2 (v.)     |
| 1994      | Recopa Africana                   | Primera Ronda     | Anges de Fatima    | 2-0   | 0-2    | 2-2 (5-4 p.) |
| 1994      | Recopa Africana                   | Segunda Ronda     | Mighty Blackpool   | 3-0   | 0-2    | 3-2          |
| 1994      | Recopa Africana                   | Cuartos de final  | BCC Lions          | 4-2   | 1-2    | 5-4          |
| 1994      | Recopa Africana                   | Semifinales       | OC Agaza           | 3-1   | 1-1    | 4-2          |
| 1994      | Recopa Africana                   | Final             | Kenya Breweries    | 2-2   | 3-0    | 5-2          |
| 1995      | Recopa Africana                   | Segunda Ronda     | Vital'O            | 2-0   | 0-1    | 2-1          |
| 1995      | Recopa Africana                   | Cuartos de final  | Julius Berger      | 1-0   | 0-2    | 1-2          |
| 1997      | Liga de Campeones de la CAF       | Primera Ronda     | Mbilinga           | 4-3   | 0-3    | 4-6          |
| 1998      | Copa CAF                          | Primera Ronda     | Sagrada Esperança  | 1-0   | 1-0    | 2-0          |
| 1998      | Copa CAF                          | Segunda Ronda     | Stade Bandjoun     | 1-0   | 0-1    | 1-1 (4-3 p.) |
| 1998      | Copa CAF                          | Cuartos de final  | Al-Hilal Omdurmán  | 2-0   | 2-2    | 4-2          |
| 1998      | Copa CAF                          | Semifinales       | Sfaxien            | 1-2   | 0-5    | 1-7          |
| 1999      | Liga de Campeones de la CAF       | Primera Ronda     | Costa do Sol       | w/o 3 | 1-0    | 1-0          |
| 1999      | Liga de Campeones de la CAF       | Segunda Ronda     | Shooting Stars     | 0-0 4 | 0-2    | 0-2          |
| 2000      | Liga de Campeones de la CAF       | Primera Ronda     | Black Africa       | w/o 5 | w/o 5  | w/o 5        |
| 2000      | Liga de Campeones de la CAF       | Segunda Ronda     | Hearts of Oak      | 2-0   | 1-4    | 3-4          |
| 2003      | Copa CAF                          | Primera Ronda     | Renacimiento       | 4-1   | 3-0    | 7-1          |
| 2003      | Copa CAF                          | Segunda Ronda     | Enugu Rangers      | 1-0   | 0-2    | 1-2          |
| 2004      | Copa Confederación de la CAF      | Primera Ronda     | Green Buffaloes    | 2-1   | 1-6    | 3-7          |
| 2005      | Liga de Campeones de la CAF       | Ronda Preliminar  | Rayon Sports       | 3-0   | 0-2    | 3-2          |
| 2005      | Liga de Campeones de la CAF       | Primera Ronda     | Raja Casablanca    | 1-1   | 0-2    | 1-3          |
| 2006      | Liga de Campeones de la CAF       | Ronda Preliminar  | Anges de Fatima    | 2-0   | 0-0    | 2-0          |
| 2006      | Liga de Campeones de la CAF       | Primera Ronda     | Sfaxien            | 0-1   | 1-1    | 1-2          |
| 2007      | Copa Confederación de la CAF      | Primera Ronda     | Benfica de Luanda  | 4-1   | 0-0    | 4-1          |
| 2008      | Liga de Campeones de la CAF       | Ronda Preliminar  | Gombe United       | 2-0   | 0-2    | 2-2 (1-4 p.) |
| 2009      | Liga de Campeones de la CAF       | Ronda Preliminar  | AS Mangasport      | 1-2   | 0-1    | 1-3          |
| 2010      | Copa Confederación de la CAF      | Ronda Preliminar  | Anges de Fatima    | 3-0   | 1-1    | 4-1          |
| 2010      | Copa Confederación de la CAF      | Primera Ronda     | 105 Libreville     | 0-0   | 1-0    | 1-0          |
| 2010      | Copa Confederación de la CAF      | Segunda Ronda     | ASFAN              | 1-0   | 0-0    | 1-0          |
| 2011      | Copa Confederación de la CAF      | Ronda Preliminar  | KMKM               | 2-0   | 4-0    | 6-0          |
| 2011      | Copa Confederación de la CAF      | Primera Ronda     | Victors            | 1-0   | 1-1    | 2-1          |
| 2011      | Copa Confederación de la CAF      | Segunda Ronda     | Haras El Hodood    | 2-1   | 1-2    | 3-3 (4-3 p.) |
| 2011      | Copa Confederación de la CAF      | Ronda de Play-Off | Simba              | 2-0   | 0-1    | 2-1          |
| 2011      | Copa Confederación de la CAF      | Fase de grupos    | JS Kabylie         | 2-0   | 2-0    | 3º lugar     |
| 2011      | Copa Confederación de la CAF      | Fase de grupos    | MAS Fez            | 1-1   | 0-3    | 3º lugar     |
| 2011      | Copa Confederación de la CAF      | Fase de grupos    | Sunshine Stars     | 0-0   | 0-2    | 3º lugar     |
| 2013      | Copa Confederación de la CAF      | Primera Ronda     | LLB Académic       | 1-0   | 0-2    | 1-2          |
| 2018      | Copa Confederación de la CAF      | Primera Ronda     | Deportivo Niefang  | 1-1   | 0-1    | 1-2          |
| 2018-19   | Copa Confederación de la CAF      | Ronda Preliminar  | Anges de Fatima    | 4-1   | 1-1    | 5-2          |
| 2018-19   | Copa Confederación de la CAF      | Primera Ronda     | San Pédro          | 1-1   | 0-2    | 1-3          |
| 2019-20   | Copa Confederación de la CAF      | Ronda Preliminar  | Stade Renard       | 2-0   | 2-0    | 4-0          |
| 2019-20   | Copa Confederación de la CAF      | Primera Ronda     | Al-Khartoum        | 1-2   | 2-1    | 3-3 (3-1 p.) |
| 2019-20   | Copa Confederación de la CAF      | Ronda de Play-Off | Gor Mahia          | 2-1   | 1-1    | 3-2          |
| 2019-20   | Copa Confederación de la CAF      | Fase de grupos    | RS Berkane         | 1-0   | 0-3    | 3º lugar     |
| 2019-20   | Copa Confederación de la CAF      | Fase de grupos    | Zanaco             | 1-1   | 1-2    | 3º lugar     |
| 2019-20   | Copa Confederación de la CAF      | Fase de grupos    | ESAE               | 1-0   | 2-0    | 3º lugar     |
| 2020-21   | Copa Confederación de la CAF      | Primera Ronda     | Bravos do Marquis  | 1-0   | 2-1    | 3-1          |
| 2020-21   | Copa Confederación de la CAF      | Primera Ronda     | Al-Ahly Benghazi   | 1-1   | 1-1    | 2-2 (7-8 p.) |
| 2021-22   | Copa Confederación de la CAF      | Segunda Ronda     | AS Kigali          | 2-1   | 2-1    | 4-2          |
| 2021-22   | Copa Confederación de la CAF      | Ronda de Play-Off | US GN              | 1-0   | 0-2    | 1-2          |

1-El partido de vuelta fue abandonado cuando el marcador iba 1-0 por invasión al campo y por problemas con el ruido.  Zamalek fue descalificado del torneo.

2- Liverpool abandonó el torneo.

3- Costa do Sol no se presentó al partido de vuelta y fue descalificado.

4- El partido fue abandonado al medio tiempo con el marcador 0-0 cuando en Shooting Stars se rehusó a continuar con el juego luego de que parte de su cuerpo técnico fue atacado por aficionados locales. El partido terminó en empate.

5- Black Africa abandonó el torneo.

## Jugadores

### Jugadores destacados
- Dikilu Bageta